# Megaceron australe
Megaceron australe är en skalbaggsart som först beskrevs av Martins 1960.  Megaceron australe ingår i släktet Megaceron och familjen långhorningar.
Artens utbredningsområde är Paraguay. Inga underarter finns listade i Catalogue of Life.